# Gad Schimron

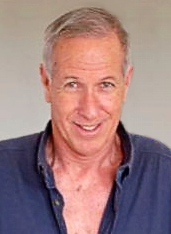
Gad Schimron

Gad Schimron (hebräisch גד שימרון; geboren 1950 in Tel Aviv) ist ein israelischer Journalist und Autor.

## Leben und Wirken
Schimron studierte an der Hebräischen Universität Jerusalem Geschichte und Asienwissenschaften. In den 1970er und 1980er Jahren war Schimron für 10 Jahre Mitglied verschiedener operativer Einheiten des Mossad.
In den 1990er Jahren war Schimron als Europakorrespondent für die israelische Tageszeitung Ma’ariv tätig, arbeitete als Journalist in der Nachrichtenredaktion der Kol Israel („Die Stimme Israels“), der öffentlich-rechtlichen Hörfunkanstalt Israels, und präsentierte die Morgenshow im israelischen Fernsehsender Haarutz Ha-Rishon („Channel 1“). Für Ma'ariv war er bis zu seiner Entlassung 2008 tätig.
Außerdem veröffentlichte Schimron sieben, teilweise fiktive Bücher über Nachrichtendienste, Sicherheit und die Geschichte der Kreuzzüge in hebräischer, englischer, französischer und deutscher Sprache.

## Publikationen
- Gad Shimron: המוסד והמיתוס Keter, Jerusalem 1996 (hebräisch).
- הביאו לי את יהודי אתיופיה Hed Artzi, 1998 (hebräisch).
- Anton Künzle, Gad Schimron: The Execution of the Hangman of Riga. The only execution of a Nazi war criminal by the Mossad. Vallentine Mitchell, London 2004, ISBN 0-85303-533-4 (hebräisch: חיסול התליין מריגה : הסיפור המלא על המבצע הישראלי היחיד לחיסול פושע נאצי 1997.).
- Mossad Exodus: The Daring Undercover Rescue of the Lost Jewish Tribe. Gefen Publishing House Ltd, 2007, ISBN 978-965-229-403-6 (englisch).
- השטן בארץ הקודש Alfa Communications, 1998 (hebräisch).
- לא יכול להיות: רומן מתח פוליטי על מציאות סהרורית Aviv, 1999 (hebräisch).
- צבא אחר: יחידות מיוחדות בצבאות העולם Ministry of Defense, 2007, ISBN 978-965-05-1340-5 (hebräisch).
- Gad Shimron, Anat Levit: אהובת הטמפלר מעמק רפאים, The Sweetheart of the Templar From the Valley of Rephaim Matar, 2009.